# Colline Saluzzesi
Le Colline Saluzzesi est un vin italien de la région Piémont doté d'une appellation DOC depuis le 14 septembre 1996. Seuls ont droit à la DOC les vins rouges récoltés à l'intérieur de l'aire de production définie par le décret. Les vignobles autorisés se situent en province de Coni, dans les communes de Pagno et Piasco ainsi qu'en partie dans les communes de  Costigliole Saluzzo, Manta, Verzuolo, Busca, Brondello, Castellar et Saluzzo.
La superficie plantée en vignes est de 3,93 hectares.

## Vins, appellations
Les autres appellation de la zone de production sont:
- Colline Saluzzesi Pelaverga
- Colline Saluzzesi Quagliano
- Colline Saluzzesi Quagliano spumante

## Caractéristiques organoleptiques
- colore : rouge rubis.
- odore : vineux, fruité, intense, caractéristique.
- sapore : frais, sec, fruité intense, caractéristique.

## Production
Province, saison, volume en hectolitres :
- pas de données disponibles